# George Young (saxofonista)
George Ernest Young (10 de julio de 1937)  es un saxofonista de jazz estadounidense.
Nació en Filadelfia, Pensilvania, Estados Unidos. Después de liderar su propia banda a finales de la década de 1950, Young se convirtió en músico de sesión y de estudio en la ciudad de Nueva York en la década de 1960 y se unió a varias formaciones, incluida la big band de jazz-rock de Mike Mainieri, White Elephant Orchestra, y más tarde se unió a la Saturday Banda Nocturna en Vivo. 
En 1982, junto con sus compañeros saxofonistas Dave Sanborn y Ronnie Cuber, Young fue elegido uno de los músicos más valorados por la edición anual de premios del Capítulo de Nueva York de la Academia Nacional de Artes y Ciencias de la Grabación. 
Ha dirigido sus propios cuartetos con Harold Danko, Rick Laird y Butch Miles (principios de los años 1980) y otro cuarteto, con Warren Bernhardt, Tony Marino y Tom Whaley (principios de los años 1990). 

## Discografía

### Como líder
- 1962: Presenting the Unbelieveable George Young, Columbia Records CS 8681
- 1989: Old Times - Chiaroscuro Records CR(D) 307[3]
- 1994: Salute (with Louie Bellson and Bobby Shew) - Chiaroscuro Records CR(D) 329[4]

### Como acompañante o músico de sesión
- 1974: James Taylor - Walking Man[5]
- 1976: Walter Murphy Band - A Fifth of Beethoven, Private Stock Records[6]
- 1977: Maynard Ferguson - Conquistador, Columbia Records[7]
- 1977: Walter Bishop Jr. - Soul Village, Muse
- 1978: Quincy Jones - Sounds...and Stuff Like That!! [8]
- 1979: Dr. John - City Lights,
- 1979: Ian Hunter - You're Never Alone with a Schizophrenic, Chrysalis
- 1984: Yoko Ono - Every Man Has a Woman, Polydor (grabado en 1972)[9]
- 1996: Christy Baron - I Thought About You, Chesky[10]